# دين كيتس
دين كيتس (بالإنجليزية: Dean Keates) (30 يونيو 1978 بوالسال في المملكة المتحدة - ) هو لاعب كرة قدم بريطاني في مركز الوسط. لعب مع نادي ريكسهام ونادي ريل ونادي والسول وهال سيتي ونادي كيدرمينستر هاريرز لكرة القدم ولينكولن سيتي أف سي ونادي بيتربورو يونايتد وويكمب وندررز.

## وصلات خارجية
- دين كيتس على موقع قاعدة بيانات كرة القدم.إي يو (الإنجليزية)
- دين كيتس على موقع Soccerbase.com (لاعب) (الإنجليزية)